# Этно-кудо
МУК «Этнографический музей „Этно-кудо“ им. В И.Ромашкина» (в обиходе называют: Дом-музей «Этно-кудо» им. В. И. Ромашкина, эрз. Йовлань Олонь лемсэ «Этно-кудо») — музей в селе Подлесная Тавла, Кочкуровского района, Мордовии.
Наряду с селом Старая Теризморга входит в Центр национальной культуры Республики Мордовии. Музей включен в туристический маршрут «Сюлгамо», одержал победу в номинации «Лучшая разработка межрегионального туристского маршрута на территории ПФО». Участник маршрута «Мордовия этническая».

## История
Музей посвящён фольклористу, музыканту, создателю мужского фольклорного коллектива «  Торама» Владимиру Ивановичу Ромашкину. Был открыт 6 сентября 2006 года, в день 55-летия со дня его рождения. Музей был создан на народные средства, по инициативе общественного объединения «Союз тавлинских мастеров „Эрьмезь“, Фонда спасения эрзянского языка и силами общественности села. В проекте по созданию и открытию «Этно-кудо» участвовал 171 человек. Проект также поддержали Министерство культуры Республики Мордовия, Комитет по национальной политике республики и Администрация Кочкуровского района.

## Общие сведения
Дом-музей «Этно-кудо» им. В. И. Ромашкина является единственным обладателем собрания вещей и имущества выдающегося музыканта В. И. Ромашкина. В музее собраны также коллекции материальной культуры эрзянского народа: предметы обихода, хозяйственная утварь и предметы быта. 
Директором музея является Пётр Рябов.
Рпботники «Этно-кудо» проводят экскурсии для дошкольных заведений и школ республики. Проаодились мероприятия: районных — 80-летие Кочкуровскому району; региональных — фестиваль древней эрзянской песни «Дорамась терди» (рус. «Зов Торамы»), в 2016 году он прошёл в 5-й раз, юмористический фестиваль «Кулдор-Калдор»); международных — спортивный фестиваль глухонемых «Тюштянь налксемат» (рус. «Игры Тюшти») (13 государств-участников), Международный семинар финно-угорских резчиков по дереву «Вейсэнь ундокст» (рус. «Единые корни»), Фестиваль парковой скульптуры «Кой» (рус. «Традиция»).